# Hipercoaster

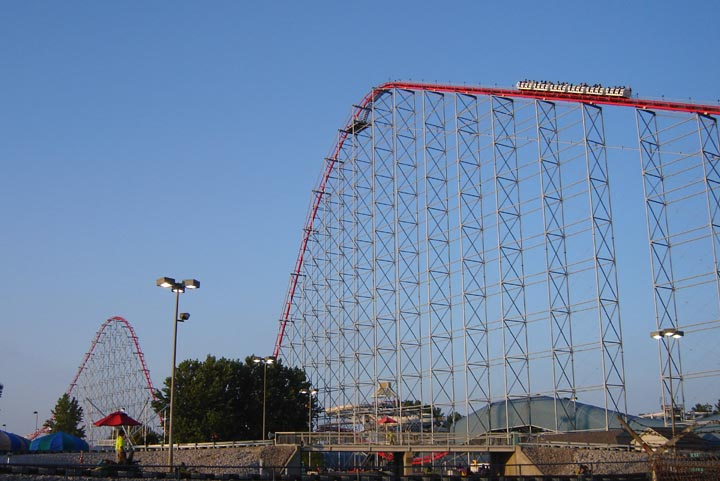
La primera hipercoaster del món, Magnum XL-200 a Cedar Point

Una hipercoaster és qualsevol muntanya russa de circuit continu amb una alçada o una caiguda superior a 200 peus (61 m) o qualsevol muntanya russa de circuit complet amb una alçada o desnivell entre 200 i 299 peus (61 i 91 metres).
El terme va ser encunyat per primera vegada per Arrow Dynamics i Cedar Point el 1989 amb el llançament de la primera hipercoaster del món, Magnum XL-200, amb una alçada de 205 peus (62 metres). Va ser seguit per Pepsi Max Big One cinc anys més tard amb una alçada de 213 peus (65 m). Altres fabricants de muntanyes russes van desenvolupar models amb noms personalitzats, com ara Mega Coasters d'Intamin, Hyper Coasters de Bolliger & Mabillard i Hyper-Hybrid Coasters de Rocky Mountain Construction. La competència entre els parcs d'atraccions per construir muntanyes russes cada cop més altes va conduir finalment a giga coasters, que és una muntanya russa amb una alçada o desnivell d'entre 300 i 399 peus (91 i 122 metres), i estrats coasters, que és una muntanya russa amb un alçada o desnivell entre 400 i 499 peus (122 i 152 metres).

## Història
La primera hipercoaster del món va ser Magnum XL-200 de Cedar Point, que va costar 8 milions de dòlars per construir. Cedar Point va contractar Arrow Dynamics per al disseny i la construcció que va començar el 1988. Des del seu debut el 6 de maig de 1989, el Magnum XL-200 ha acollit més de 36 milions de motoristes. El bloc oficial de Cedar Point afirma que després de construir el passeig, "... la discussió es va centrar en com s'hauria d'anomenar una muntanya russa com Magnum. Després de tot, no tenia bucles com la majoria de les altres grans muntanyes d'acer de l'època i era molt més gran i més ràpid que els seus germans sense bucles. Després d'un parell d'anys, el nom en què tothom va acordar era hipercoaster".

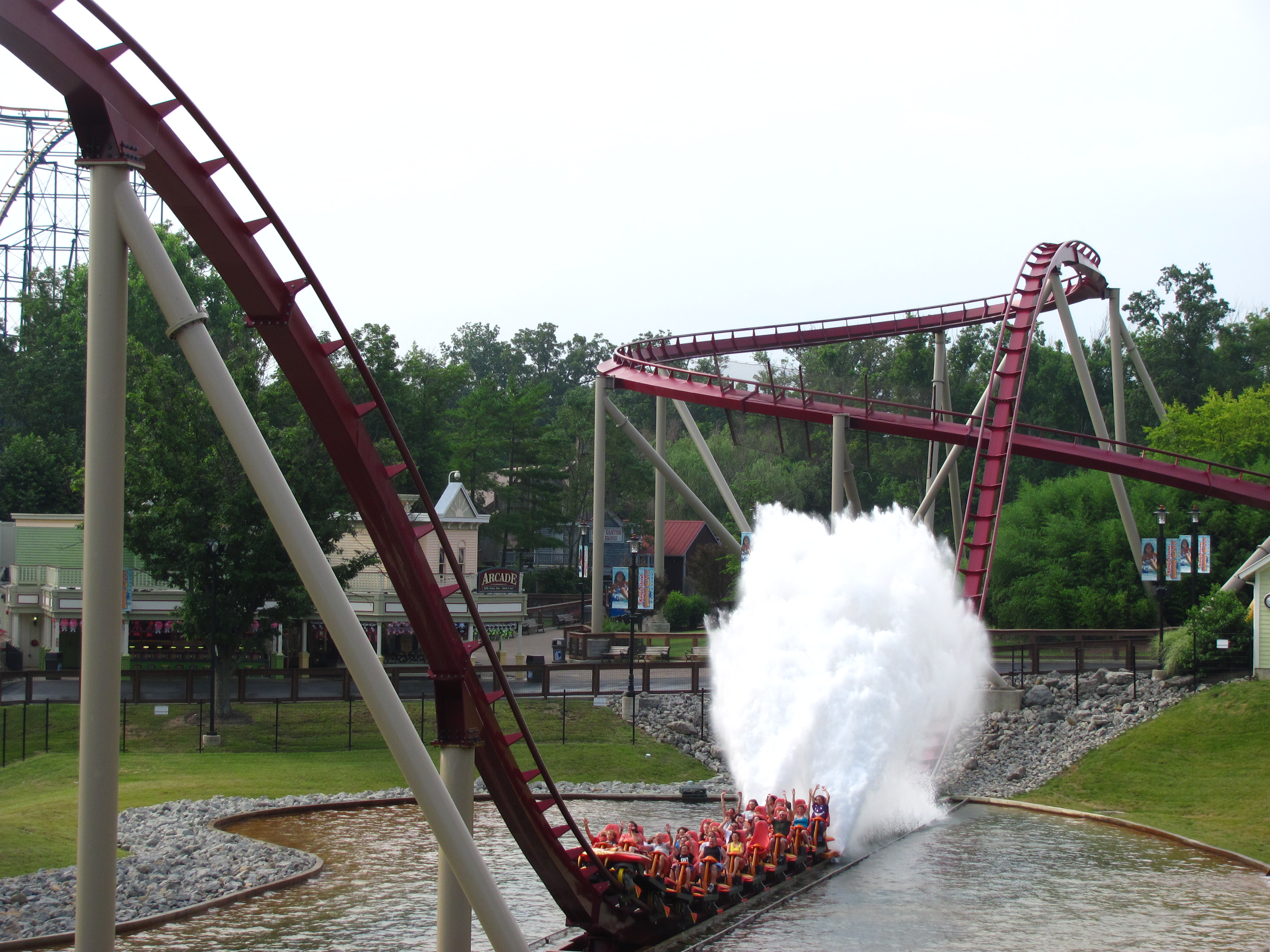
Un tren a l'element esquitxat.

## Descripció
Les hipercoasters es van construir originalment per a la velocitat i el temps d'aire, per contrarestar la tendència de construir muntanyes en bucle cada cop més grans. Per aconseguir-ho, els elements d'una hipercoaster sovint inclouen una primera gota gran, diverses gotes addicionals d'alçada decreixent, un gran gir o hèlix i després molts turons que indueixen el temps d'aire. Les hipercoasters es dissenyen habitualment amb una disposició exterior i posterior, tot i que de vegades hi ha hipercoasters que utilitzen una disposició retorçada, com Raging Bull a Six Flags Great America, i altres que combinen totes dues, com Diamondback a Kings Island.